# Polypedilum variegatum
Polypedilum variegatum är en tvåvingeart som beskrevs av Maurice Emile Marie Goetghebuer 1931. Polypedilum variegatum ingår i släktet Polypedilum och familjen fjädermyggor.
Artens utbredningsområde är Albanien. Inga underarter finns listade i Catalogue of Life.